# Годе, Дерек
Дерек Годе (англ. Derek Gaudet; род. 14 мая 1989 года, Бейсайд, Новая Шотландия, Канада) — канадский футболист, выступающий на позиции нападающего в Галифакс Данрэк. Также является главным тренером Хай Перворманс Футбол Академи. Самый ценный игрок Премьер лиги Новой Шотландии (2009).

## Клубная карьера
Дерек Годе родился 14 мая 1989 года в Бейсайде, Новая Шотландия. Футболом начал заниматься с 12 лет, обучаясь в академии клуба Галифакс Каунти Юнайтед. Спустя два года начинает профессиональную карьеру перейда в Галифакс Данбрэк. В клубе провёл 4 года, отыграл 56 матчей и отметился 10 голами. В августе 2008 года перешёл в клуб высшей лиги Северной Америки MLS Торонто. За клуб дебютировал 6 сентября 2008 года в матче против Чивас США, отыграв на поле 27 минут после выхода на замену. Мвтч закончился поражением со счётом 1:3. Позже снова возвращается в Галифакс Данбрэк, приняв участие в 6 матчах клуба. 3 марта 2010 года переходит в Портленд Тимеберс. Выступал за клуб вплоть до его преобразования для участия в MLS. За клуб отыграл 8 матчей не отметившись при этом голами. В 2011 году снова был подписан в Галифакс Данбрэк, но ни отыграв ни матча, стал представлять университетский клуб Сэнт-Мэрис Хаски с 2012 по 2013 год, одновременно с этим работая техническим тренером клуба Саквилл Юнайтед. С 2013 года снова подписан в Галифакс Юнайтед, однако все рабочее время занимает тренерское руководство над своим собственным клубом Хай Перворманс Футбол Академи. C 2014 по 2015 год тренировал женский состав Галифакса Данбрэка.

## Карьера в сборной
Дерек Годе был членом молодёжных сборных Канады до 17 и 20 лет. Также являлся представителем футбольной сборной Новой Шотландии на Канадских играх 2005 года. 18 января 2010 года наряду с Рэнди Эдвини-Бонсу и Михалом Мисевичем был вызван для участие в тренировочном лагере Канадской сборной для участия в товарищеском матче против сборной Ямайки, однако в самом матче участия не принял.